# Bradypontius cubensis
Bradypontius cubensis is een eenoogkreeftjessoort uit de familie van de Artotrogidae. De wetenschappelijke naam van de soort is voor het eerst geldig gepubliceerd in 2012 door Varela.